# 차광수 (배우)
차광수(車光洙, 1966년 2월 15일 ~ )는 대한민국의 배우이다.
1990년 MBC 배우로 데뷔하였다.

## 학력
- 용문고등학교 졸업 (1984)
- 동국대학교 연극영화학과 학사 졸업 (84학번)

## 출연작

### 드라마
- 1990년 MBC 금요 청춘드라마 《우리들의 천국》 ... 연극반 반장 역
- 1991년 MBC 월화 미니시리즈 《내 마음은 호수》 ... 한수 역
- 1991년 MBC 수목 특별기획 드라마 《여명의 눈동자》
- 1992년 MBC 주말연속극 《마포 무지개》
- 1993년 MBC 특별기획 드라마 《제3공화국》 ... 경호원 이상훈 역
- 1993년 MBC 아침 일일연속극 《자매들》 ... 민규 역
- 1995년 EBS 주간 어린이드라마 《언제나 푸른 마음》 ... 뉴스기자 역
- 1995년 SBS 수목 대기획 드라마 《장희빈》 ... 민진후 역
- 1995년 KBS1 미니시리즈 《김구》 ... 윤봉길 역
- 1995년 MBC 아침 일일연속극 《진실》 ... 남지훈 역
- 1995년 MBC 수목 특별기획 드라마 《전쟁과 사랑》
- 1996년 SBS 예인시리즈 4부작 미니시리즈 《공옥진》 ... 남인수 역
- 1996년 KBS2 월화 미니시리즈 《신고합니다》 ... 1중대장 유경민 대위 역
- 1996년 SBS 드라마스페셜 《남자대탐험》 ... 철민 역
- 1996년 SBS 월화 특별기획 드라마 《임꺽정》 ... 이봉학 역
- 1997년 MBC 농촌드라마 《전원일기》 ... 일용의 아내 친정동생 역
- 1997년 KBS1 TV소설 《초원의 빛》 ... 수영 역
- 1997년 KBS2 주말연속극 《아씨》
- 1998년 KBS1 대하드라마 《왕과 비》 ... 박원종 역
- 1998년 SBS 드라마 스페셜 《미스터Q》 ... 우충근 과장 역
- 1999년 MBC 창사38주년 특별기획드라마 《허준》 ... 성명훈 역
- 2000년 KBS2 금요드라마 《부부클리닉 사랑과 전쟁》
- 2000년 SBS 월화 특별기획 드라마 《도둑의 딸》 ... 영준 역
- 2000년 KBS2 대하드라마 《소설 목민심서》 ... 정약종 역
- 2001년 SBS 대하사극 《여인천하》 ... 조광조 역
- 2001년 KBS1 TV소설 《새엄마》 ... 한지일 역
- 2002년 SBS 대하드라마 《야인시대》 ... 장년 정진영 역
- 2002년 KBS2 드라마시티 《두 남자 이야기》 ... 영춘 역
- 2003년 KBS2 드라마시티 《나의 아름다운 첫사랑》 ... 우준 역
- 2003년 KBS1 대하드라마 《무인시대》 ... 이규보 역
- 2003년 MBC 특별기획 드라마 《실화극장 죄와 벌》 - 차검사 역[2]
- 2004년 SBS 대하드라마 《장길산》 ... 탐관오리 역
- 2004년 MBC 월화 특별기획 드라마 《영웅시대》 ... 청년 지상훈 역
- 2004년 EBS 8부작 어린이드라마 《네 손톱 끝에 빛이 남아있어》 ... 어른 시형 역
- 2004년 EBS 월화 역사드라마 《명동백작》 ... 박인환 역
- 2005년 MBC 주말 특별기획 드라마 《제5공화국》 ... 허삼수 역
- 2005년 KBS2 창소년 드라마 《성장드라마 반올림2》 ... 장 교수, 정민 어머니의 새 애인 역
- 2006년 MBC 창사45주년 특별기획드라마 《주몽》 ... 재사 역
- 2006년 SBS 일일 특별기획 드라마 《사랑과 야망》 ... 라신일 역
- 2006년 평화방송 3부작 미니드라마 《성 김대건》 ... 최양업 신부 역. 라틴어로 리브와 신부와 토론을 하는 장면에서, 최방제, 김대건 신학생과 함께 막힘없는 라틴어 대사로써 연기를 하였다.
- 2007년 평화방송 3부작 특집드라마 《강완숙》 ... 주문모 신부 역
- 2007년 MBC 주말연속극 《깍두기》 ... 장현기 변호사 역 (특별출연)
- 2007년 SBS 수목 대기획드라마 《로비스트》 ... 해리와 수지의 父, 김 소령 역
- 2007년 SBS 대하드라마 《왕과 나》 ... 형조판서 박진성 역
- 2010년 SBS 저녁 일일연속극 《호박꽃 순정》 ... 오은복 역
- 2011년 KBS2 수목 미니시리즈 《공주의 남자》 ... 이시애 역 (특별출연)
- 2011년 SBS 금요 드라마 《더 뮤지컬》 ... 유진영 역
- 2012년 KBS2 2부작 연작시리즈 《인생에서 가장 빛난 시간》 ... 철영 역
- 2013년 KBS2 저녁 일일시트콤 《일말의 순정》 ... 정진영 역
- 2013년 MBC 월화 특별기획 드라마 《기황후》 ... 고용보 역
- 2013년 JTBC 주말연속극 《맏이》 ... 백호 역
- 2015년 MBC 월화 특별기획 드라마 《화정》 ... 이여백 역
- 2016년 MBC 월화 특별기획 드라마 《몬스터》 ... 고해술 역
- 2016년 MBC 수목 미니시리즈 《W》 ... 손현석 역
- 2016년 SBS 주말 특별기획 드라마 《우리 갑순이》 ... 봉삼식 역
- 2016년 MBC 저녁 일일 특별기획 드라마 《황금주머니》 ... 윤재림 역
- 2018년 tvN 수목 미니시리즈 《아는 와이프》 ... 주혁 부 역
- 2018년 MBC 일요 특별기획 드라마 《내사랑 치유기》 ... 강대훈 역
- 2019년 MBC 수목 미니시리즈 《신입사관 구해령》
- 2019년 MBC 토요 특별기획 드라마 《황금정원》 ... 기영 부 역
- 2020년 MBC 수목 미니시리즈 《그 남자의 기억법》 ... 이동영 역
- 2020년 TV조선 주말 미니시리즈 《바람과 구름과 비》 ... 김좌근 역
- 2021년 KBS2 월화 미니시리즈 《달이 뜨는 강》 ... 진필 역
- 2021년 KBS2 주말연속극 《오케이 광자매》 ... 구백원 역
- 2022년 KBS2 수목 미니시리즈 《징크스의 연인》 ... 선일중 역
- 2022년 KBS2 저녁 일일연속극 《태풍의 신부》 ... 마대근 역
- 2023년 tvN 주말 미니시리즈 《판도라: 조작된 낙원》 ... 고태선 역
- 2024년 MBN 주말 미니시리즈 《세자가 사라졌다》 ... 윤이겸 역
- 2024년 KBS1 저녁 일일연속극 《결혼하자 맹꽁아!》 ... 서덕수 역

### 영화
- 1994년 《장미빛 인생》 ... 기영 역
- 1994년 《어린 연인》
- 1995년 《비설》 ... 성곤 역
- 2012년 《이웃사람》 ... 원정만 역(우정출연)
- 2012년 《네모난원》 ... 중년 호영 역
- 2013년 《변호인》 ... 박병호 역 (첫 천만영화)

### 텔레비전 프로그램
- KBS1 《6시 내고향》
- MBC 《실화극장 죄와 벌》
- TV조선 《사랑은 춤을 타고》
- TV조선 《재밌는 세상구경 오중주》
- TV조선 《이것은 실화다》
- EBS 1TV 《아버지의 귀환》

### 라디오 프로그램
- 2015년 EBS FM 《EBS 책 읽는 라디오 낭독 시리즈》

### 광고
- 부광약품 안티프라그 바이오 치약
- 제일모직 빈폴 선전:배우 윤해영,차광수 씨가 출연.[3]